# Siphonalia mikado
Siphonalia mikado is een slakkensoort uit de familie van de Buccinidae. De wetenschappelijke naam van de soort is voor het eerst geldig gepubliceerd in 1888 door Melvill.